# Cryodraco antarcticus
Cryodraco antarcticus, conosciuto anche come pesce del ghiaccio dalle dita lunghe, è una specie demersale pesce attinopterigo appartenente alla famiglia dei Channichthyidae, i pesci del ghiaccio coccodrillo, presente nelle acque profonde dell'Oceano Antartico.

## Tassonomia
Cryodraco antarcticus venne descritto formalmente per la prima volta nel 1900 dal paleontologo belga Louis Dollo con la località tipo indicata come 71°22'S, 88°38'W o 71°18'S, 88°02'W. È la specie tipo del genere Cryodraco, noto come Pagetodes da alcune autorità.

## Descrizione
Cryodraco antarcticus è di colore bruno-grigiastro chiaro con 5-6 barre trasversali scure sul corpo e pinne pelviche dalla punta scura. Si distingue per la forma allungata delle pinne pelviche, che sono nerastre nei giovani pelagici. Questa specie può crescere fino a 39,3 cm (15,5 pollici).

## Distribuzione, habitat e biologia
Cryodraco antarcticus si trova vicino alle Isole Orcadi meridionali, alla Penisola Antartica, ai mari di Weddell, Bellinghausen, Ross e Davis a una profondità compresa tra 90 e 600 m (da 295 a 1970 piedi).
Il Cryodraco antarcticus si nutre di pesci e krill (studi dal 1982 al 1984 hanno rivelato principalmente pesci e krill antartico). Le larve hanno una lunga fase pelagica di fine inverno. È strettamente imparentato con il pesce del ghiaccio pinna nera (Chaenocephalus aceratus), ma differisce in una serie di caratteristiche meristiche. Sono simili per dimensioni, colorazione e forma del corpo, oltre a condividere molti caratteri biologici, inclusi il comportamento riproduttivo e la dieta. Sembrano occupare nicchie molto simili nell'ecosistema dell'arco scozzese meridionale. Il C. antarcticus è, tuttavia, meno numeroso del pesce ghiaccio pinna nera e non ne condivide gli habitat. C. antarcticus sembra sostituire il suo parente nelle aree più profonde e nelle acque più alte dell'Antartide.